# Palawa
Palawa là một census town ở quận Hazaribag ở bang Jharkhand của Ấn Độ.

## Cơ cấu dân số
Theo kết quả cuộc điều tra dân số năm 2001 ở Ấn ĐộIndia, Palawa có dân số 9757 người. Nam giới chiếm 53% và nữ giới chiếm 47% dân số. Palawa có tỷ lệ biết chữ 60%, cao hơn mức trung bình của cả nước là 59,5%: trong đó tỷ lệ nam giới biết chữ là 66% và nữ giới là 53%. Ở Siuliban, 19% dân số dưới 6 tuổi.